# Mistrzostwa Świata w Piłce Nożnej 1966 (eliminacje strefy AFC)
Eliminacje do Mistrzostw Świata w Piłce Nożnej 1966 w strefie AFC zostały połączone z eliminacjami strefy CAF oraz OFC. Początkowo do rozgrywek zgłoszonych zostało 19 drużyn – 15 z Afryki, 3 z Azji oraz Australia ze strefy Oceanii, które miały walczyć o jedno miejsce na turnieju głównym.

## Przebieg eliminacji

### I runda – strefaCAF
| Grupa 1 |
| ------- |
| Ghana   |
| Gwinea  |

| Grupa 2 |
| ------- |
| Kamerun |
| Sudan   |

| Grupa 3  |
| -------- |
| Algieria |
| Liberia  |
| Tunezja  |

| Grupa 4 |
| ------- |
| Mali    |
| Maroko  |
| Senegal |

| Grupa 5 |
| ------- |
| Etiopia |
| Gabon   |

| Grupa 6                       |
| ----------------------------- |
| Libia                         |
| Nigeria                       |
| Zjednoczona Republika Arabska |

Wszystkie drużyny afrykańskie wycofały się z eliminacji na znak protestu za brak bezpośredniego awansu na turniej dla reprezentanta afryki.

### I runda – strefaAFC/OFC
Pierwotnie planowany był turniej pomiędzy czterema reprezentacjami na terenie neutralnym. Reprezentacja Południowej Afryki została wykluczona z rozgrywek z powodu apartheidu. Po przeniesieniu turnieju z Japonii do Kambodży z gry zrezygnowała reprezentacja Korei Południowej. Zwycięzcy turnieju awansowali do rundy finałowej
| LP | Drużyna           | Pkt         | M           | W           | R           | P           | G+          | G−          | +/−         |
| -- | ----------------- | ----------- | ----------- | ----------- | ----------- | ----------- | ----------- | ----------- | ----------- |
| 1  | Korea Północna    | 4           | 2           | 2           | 0           | 0           | 9           | 2           | 7           |
| 2  | Australia         | 0           | 2           | 0           | 0           | 2           | 2           | 9           | −7          |
| —  | Południowa Afryka | wykluczenie | wykluczenie | wykluczenie | wykluczenie | wykluczenie | wykluczenie | wykluczenie | wykluczenie |
| —  | Korea Południowa  | rezygnacja  | rezygnacja  | rezygnacja  | rezygnacja  | rezygnacja  | rezygnacja  | rezygnacja  | rezygnacja  |

| 21 listopada 1965 | Korea Północna · Pak Du-ik 15' · Pak Sung-jin 54', 80' · Rim Sung-hwi 58' · Han Bong-jin 65', 88' | 6:11:0raport | Australia · 70' (k) Ludwig Scheinflug | Stade Olympique, Phnom Penh Widzów: 60 000 Sędzia: Patrick Freddie Nice |
|                   | kartki: · Rim Sung-hwi                                                                            |              | kartki: · Stanley Ackerley            |                                                                         |

| 24 listopada 1965 | Australia · Ludwig Scheinflug 15' | 1:31:1raport | Korea Północna · 18', 75' Kim Song-il · 53' Pak Sung-jin | Stade Olympique, Phnom Penh Widzów: 55 000 Sędzia: Gregory Anthony de Silva |
|                   | kartki: · Ludwig Scheinflug       |              |                                                          |                                                                             |

### II runda – strefaCAF
Planowano rozegranie trzech dwumeczów pomiędzy zwycięzcami grup pierwszej rundy. Zwycięzcy tych dwumeczów mieli awansować do rundy finałowej.
| Drużyna 1         | Dwumecz | Drużyna 2         | Mecz 1 | Mecz 2 |
| ----------------- | ------- | ----------------- | ------ | ------ |
| Zwycięzca Grupy 1 | A       | Zwycięzca Grupy 5 |        |        |
| Zwycięzca Grupy 2 | B       | Zwycięzca Grupy 4 |        |        |
| Zwycięzca Grupy 3 | C       | Zwycięzca Grupy 6 |        |        |

### Runda finałowa
Planowano rozegrać turniej pomiędzy trzema zwycięzcami dwumeczów w strefie afrykańskiej i zwycięzcą łączonej strefy OFC/AFC. Z powodu rezygnacji drużyn afrykańskich turniej się nie odbył, a na Mistrzostwa Świata awansowała reprezentacja Korei Północnej.
| LP | Drużyna                    | Pkt        | M          | W          | R          | P          | G+         | G−         | +/−        |
| -- | -------------------------- | ---------- | ---------- | ---------- | ---------- | ---------- | ---------- | ---------- | ---------- |
| 1  | Korea Północna             | awans      | awans      | awans      | awans      | awans      | awans      | awans      | awans      |
| —  | Zwycięzca meczu A (Afryka) | rezygnacja | rezygnacja | rezygnacja | rezygnacja | rezygnacja | rezygnacja | rezygnacja | rezygnacja |
| —  | Zwycięzca meczu B (Afryka) | rezygnacja | rezygnacja | rezygnacja | rezygnacja | rezygnacja | rezygnacja | rezygnacja | rezygnacja |
| —  | Zwycięzca meczu C (Afryka) | rezygnacja | rezygnacja | rezygnacja | rezygnacja | rezygnacja | rezygnacja | rezygnacja | rezygnacja |